# 馬力歐·范畢柏斯
馬力歐·凱恩·范畢柏斯（英語：Mario Cain Van Peebles，1957年1月15日—）是一名美國男導演、演員和製片人，他是演員兼導演梅爾文·范畢柏斯的兒子；較著名的作品如電影《萬惡城市》（1991年）。范畢柏斯也於2003年傳記片《大流氓》中飾演自己的父親。

## 導演作品列表

### 電影
- 1986：《魔鬼士官长》
- 1991：《萬惡城市（英语：New Jack City）》
- 1993：《鐵血英豪（英语：Posse (1993 film)）》
- 1995：《還我本色（英语：Panther (film)）》
- 1996：《藍衣暴警（英语：Gang in Blue）》
- 1998：《Love Kills（英语：Love Kills (film)）》
- 2003：《大流氓（英语：Baadasssss!）》
- 2006：《玩命交易（英语：Hard Luck）》
- 2010：《贖罪之路（英语：Redemption Road）》
- 2011：《瓦解（英语：All Things Fall Apart）》
- 2012：《我們就是派對（英语：We the Party）》
- 2014：《殲滅天際線（英语：Red Sky (2014 film)）》
- 2016：《USSI：勇者無畏》
- 2018：《武裝（英语：Armed (film)）》
- 2021：《Salt-N-Pepa》（電視電影）

### 電視
- 1989-1990：《龍虎少年隊》
- 2008：《飆風不歸路》
- 2008：《法網遊龍》
- 2008：《法網裂痕》
- 2010：《LOST檔案》
- 2011：《風雲市長（英语：Boss (TV series)）》
- 2013：《重返犯罪現場》
- 2013：《周一清晨》
- 2013：《零點時刻》
- 2013：《下一站，天后》
- 2014：《童話小鎮》
- 2015：《嘻哈世家》
- 2015：《末日孤艦》
- 2016：《根（英语：Roots (2016 miniseries)）》
- 2017：《血脈》
- 2017：《迷信（英语：Superstition (TV series)）》
- 2019：《無罪證明（英语：Proven Innocent）》
- 2021：《權欲第三章（英语：Power Book III: Raising Kanan）》

## 外部連結
- 馬力歐·范畢柏斯在互联网电影资料库（IMDb）上的資料（英文）
- 馬力歐·范畢柏斯在豆瓣上的资料（简体中文） （中文）
- 馬力歐·范畢柏斯在1905电影网上的简介（简体中文）
- 《查理·罗斯访谈录》上的馬力歐·范畢柏斯
- WorldCat 聯合目錄中馬力歐·范畢柏斯的著作或與之相關的著作
- 馬力歐·范畢柏斯在《紐約時報》上的節選新聞及評論